# Rich Shapero
Rich Shapero är en amerikansk musiker och författare. Han har skapat en stor förmögenhet genom ett riskkapitalbolag och har ägnat sig åt författarskap och komponerande av avantgardistisk musik. Han distribuerar sina skivor och böcker utan ersättning.
Både böcker och skivor går under benämningen "Wild Animus".